# Банаваси
Банаваси (англ. Banavasi, канн. ಬನವಾಸಿ) — древний город храмов в округе Уттара-Каннада в южноиндийском штате Карнатака. Один из древнейших городов штата. Известен своим Храмом Мадхукешвары, построенным в IX веке и посвящённым богу Шиве.
Банаваси расположен в 374 км от Бангалора, в тропическом лесу Западных Гхатов и омывается с трёх сторон рекой Варадхой. В районе Банаваси культивируется рис, сахарный тростник, ананасы и различные специи.
Население Банаваси в 2005 году составляло 4267 человек.
Банаваси был столицей древнеиндийской династии Кадамба, основанной в 345 году и правившей около двух столетий. Здесь жил и творил первый поэт каннада Адикави Пампа. В 2006 году во время археологических раскопок здесь была обнаружена медная монета с надписью на языке каннада — одна из древнейших монет этого типа. Находка свидетельствует о том, что в Банаваси в тот период существовал монетный двор.
В течение многих веков Банаваси является важным центром театрального искусства Якшаганы. Ежегодно в декабре здесь проходит пышный фестиваль Кадамботсава, организуемый правительством штата Карнатака. Частью праздника являются народные танцы, театр, музыкальные концерты.

## Галерея

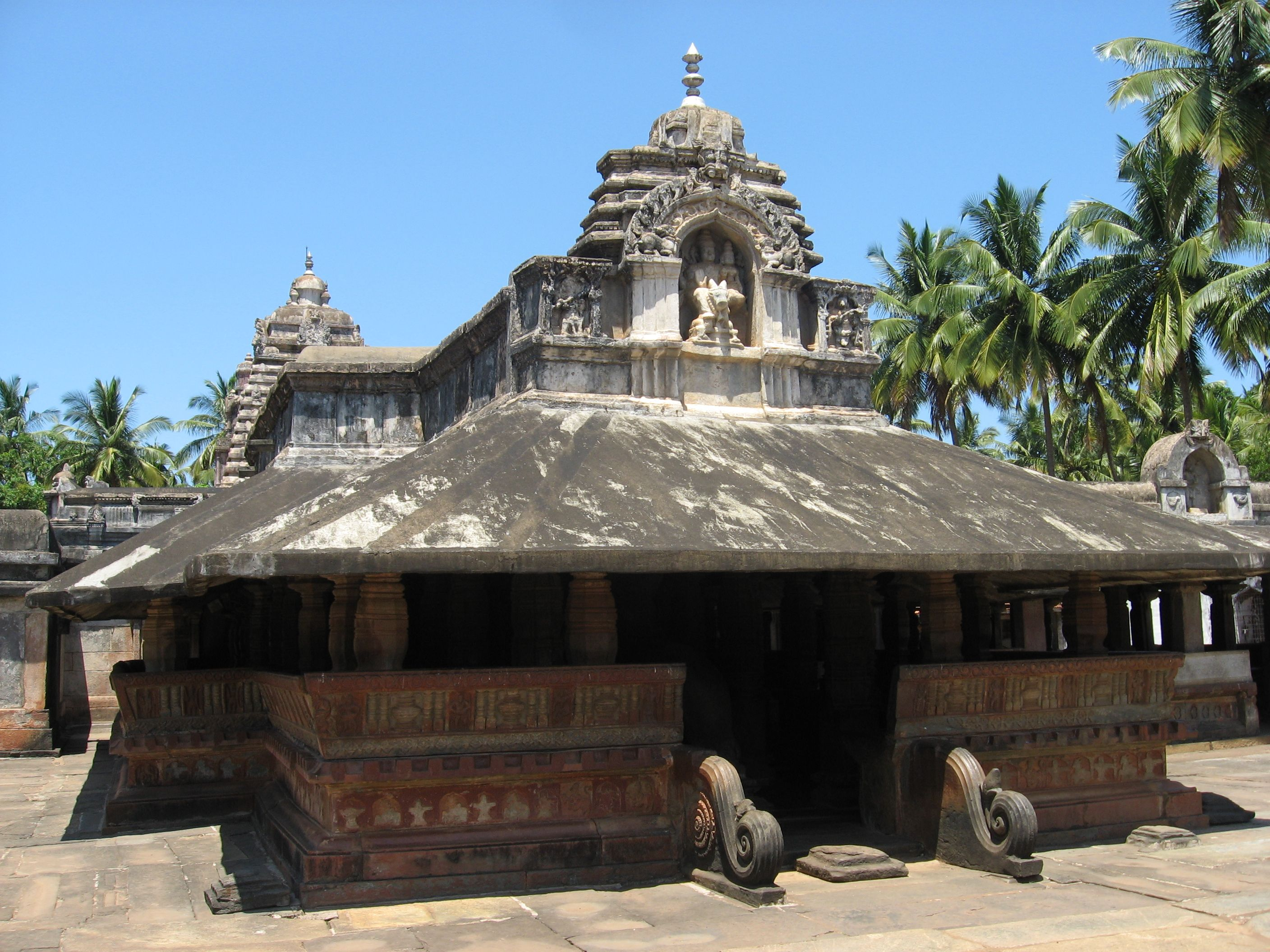
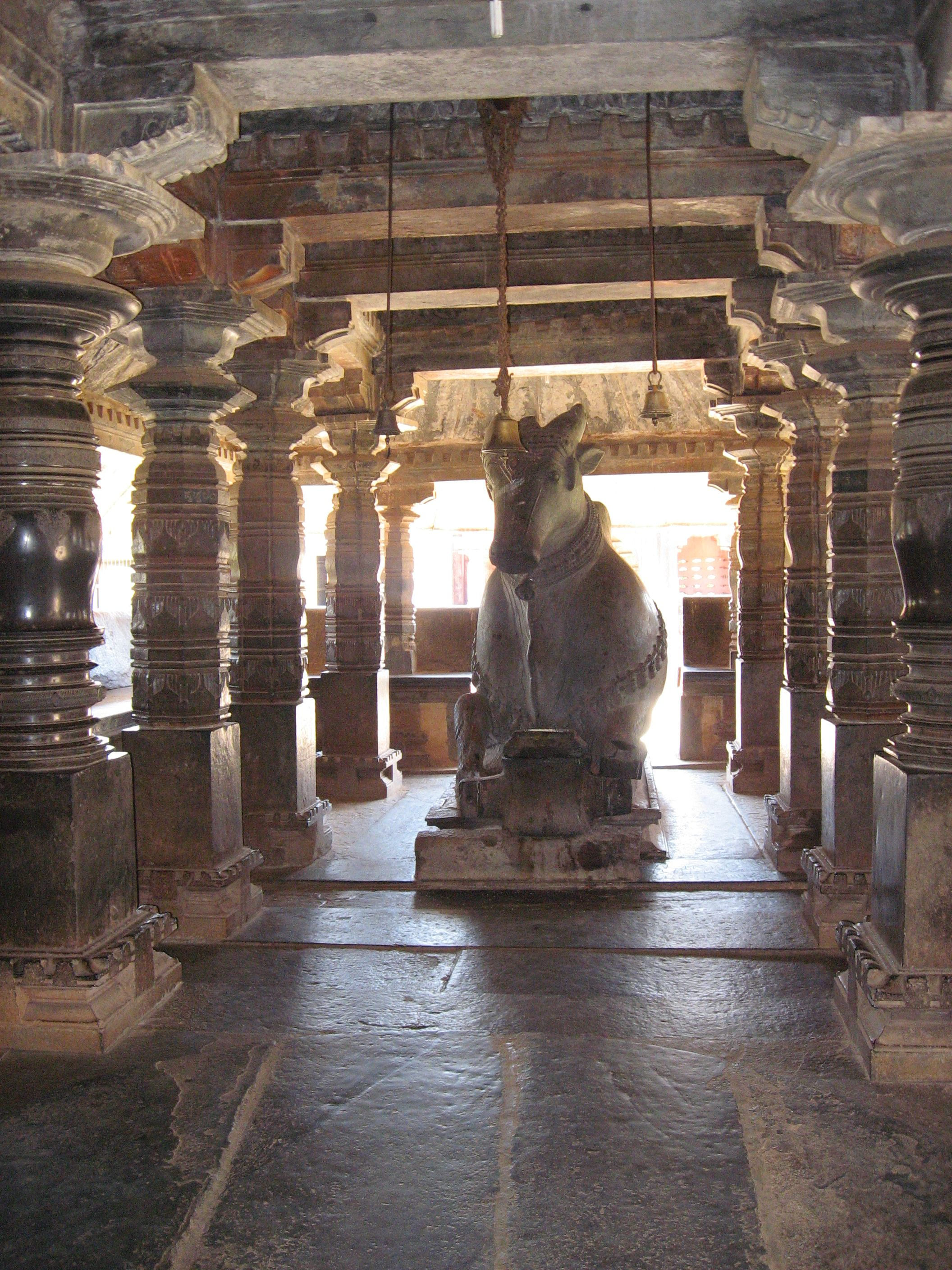
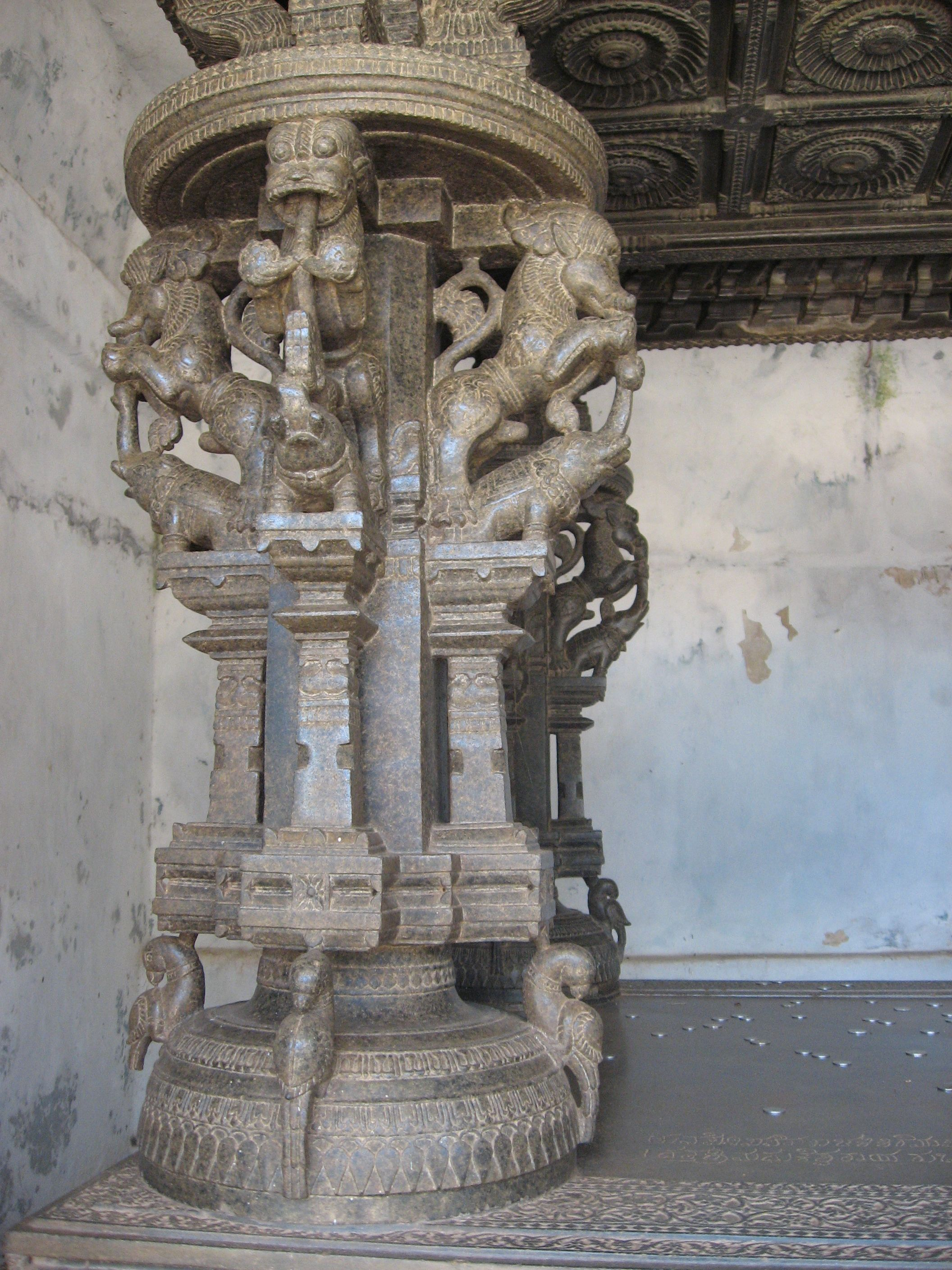
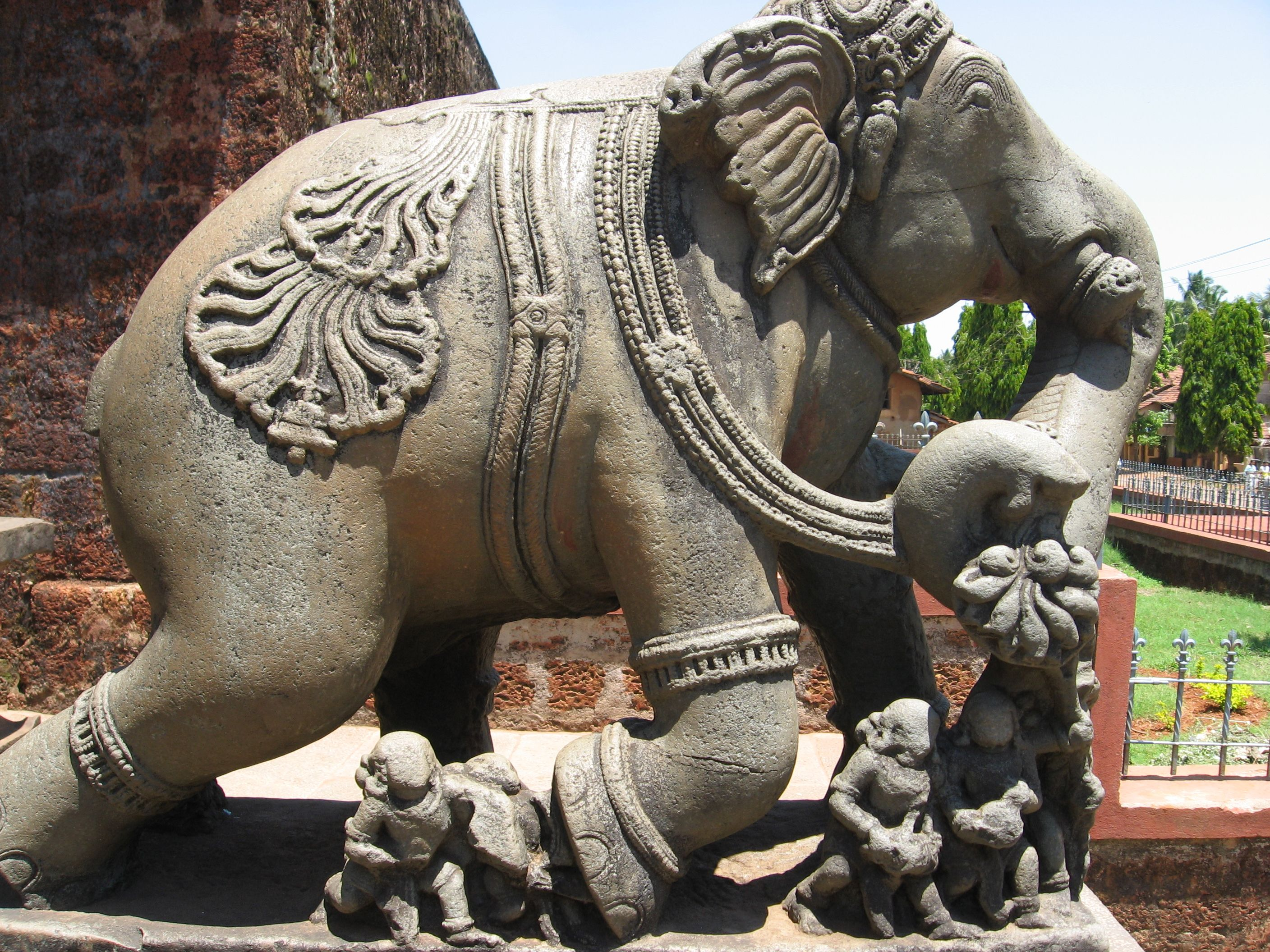